# Maria (Borowska)

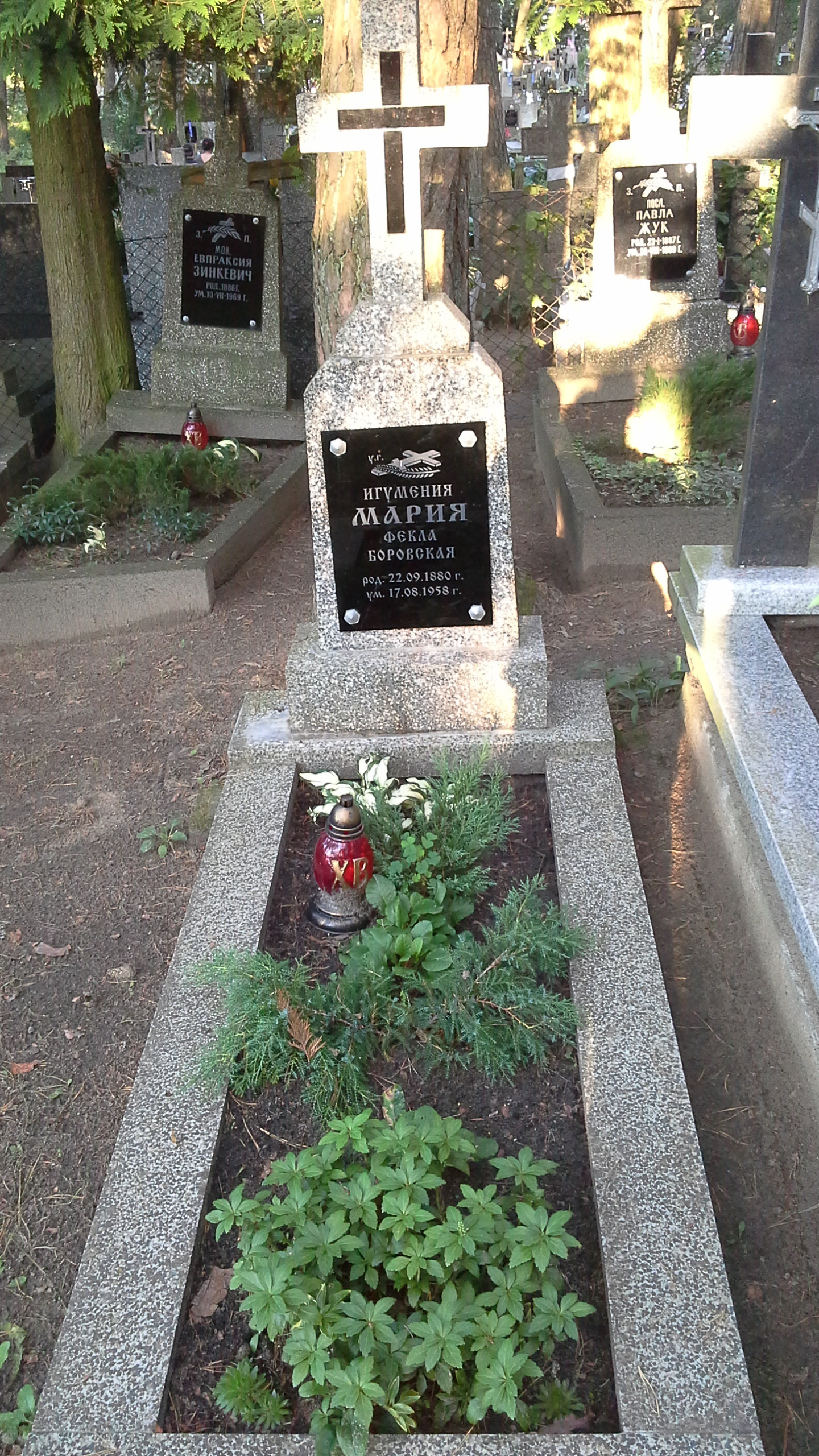
Grób ihumenii Marii na cmentarzu monasterskim na Grabarce

Maria, imię świeckie Fiokła (Tekla) Borowska (ur. 22 września 1880, zm. 17 sierpnia 1958 w monasterze na górze Grabarce) – polska mniszka prawosławna, przełożona monasteru Świętych Marty i Marii na górze Grabarce.

## Życiorys
Pochodziła z Narewki. W wieku szesnastu lat wstąpiła jako posłusznica do monasteru w Leśnej. Jeszcze przed złożeniem wieczystych ślubów mniszych w 1915 udała się razem z innymi zakonnicami na bieżeństwo. Znalazła się w tej grupie mniszek i posłusznic z Leśnej, które zamieszkały w monasterach w Piotrogrodzie. Po rewolucji październikowej, razem z innymi mniszkami, została zmuszona do osiedlenia się w Kazachstanie. Po kilku latach umożliwiono jej powrót do Leningradu, gdzie żyła jako osoba świecka.
W 1941 Fiokła Borowska przyjechała do Narewki do swojej rodziny, która wróciła z bieżeństwa do niepodległej Polski. Z powodu wybuchu wojny niemiecko-radzieckiej nie mogła wrócić do Leningradu. Również po zakończeniu działań wojennych pozostała w Polsce i w 1947 wstąpiła do tworzącego się monasteru na górze Grabarce. W 1956 została jego przełożoną, którą to funkcję pełniła do swojej śmierci na gruźlicę w 1958. W okresie kierowania przez nią wspólnotą kontynuowane było wznoszenie obiektów klasztornych, rozpoczęte przez jej poprzedniczki ihumenie Marię i Eufrozynę.